# Fläckig myrpitta
Fläckig myrpitta (Hylopezus macularius) är en fågel i familjen myrpittor inom ordningen tättingar.

## Utbredning och systematik
Fläckig myrpitta delas in i tre underarter:
- H. m. macularius – förekommer från nordöstra Venezuela till Guyana och intilliggande norra Brasilien
- H. m. diversus – förekommer från sydöstligaste Colombia till södra Venezuela och nordöstra Peru

Tidigare inkluderades även parámyrpittan (H. paraensis), men denna urskiljs numera vanligen som egen art.

## Status
IUCN kategoriserar arten som livskraftig men inkluderar parámyrpittan i bedömningen.